# Troglohyphantes cyrnaeus
Espèce
Troglohyphantes cyrnaeus est une espèce d'araignées aranéomorphes de la famille des Linyphiidae.

## Distribution
Cette espèce est endémique de Corse en France. Elle se rencontre à Sisco dans la Grotte de Butrone.

## Description
La carapace du mâle holotype mesure 1,13 mm de long sur 0,95 mm et l'abdomen 1,41 mm de long sur 0,80 mm et la carapace de la femelle paratype mesure 1,35 mm de long sur 1,01 mm et l'abdomen 1,90 mm de long sur 0,95 mm.

## Systématique et taxinomie
Cette espèce a été décrite par Isaia en 2023.

## Étymologie
Son nom d'espèce lui a été donné en référence au lieu de sa découverte, Cyrnos.

## Publication originale
- Isaia, Mammola & Arnedo, 2023 : « A relict subterranean spider (Araneae: Linyphiidae: Troglohyphantes) reveals a unique component of the biogeography of Corsica. » Insect Systematics and Diversity, vol. 7, no 3, p. 1-16.